# امه ژاکه
امه ژاکه (فرانسوی: Aimé Jacquet‎؛ زادهٔ ۲۷ نوامبر ۱۹۴۱) مربی و بازیکن فوتبال بازنشسته اهل فرانسه است. او در جام جهانی فوتبال ۱۹۹۸ هدایت تیم ملی فوتبال فرانسه را بر عهده داشت و موفق شد این تیم را قهرمان جهان کند.
از باشگاه‌هایی که به عنوان بازیکن در آن بازی کرده می‌توان به باشگاه فوتبال سن-اتین و لیون اشاره کرد.
ژاکه در تیم ملی فوتبال فرانسه نیز بازی کرده و همچنین برنده نشان لژیون دونور شده‌است.